# Hérita Ilunga
Hérita N'Kongolo Illunga (1982. február 25., Kinshasa, Zaire) kongói labdarúgó. Pályafutása alatt spanyol, francia és angol csapatokban is megfordult.

## Pályafutása

### Spanyolország és Franciaország
Ilunga a francia Stade Rennais-ben nevelkedett, ahonnan 2002-ben az RCD Espanyol "B" csapatához igazolt. Egy évvel később a Saint Étienne-hez került, ahol 2007-ig 136 bajnoki meccsen kapott lehetőséget. 2007-ben a Toulouse-hoz szerződött.

### West Ham United
2008. szeptember 2-án a West Ham United a 2008/09-es idény végéig kölcsönvette Ilungát.
Szeptember 13-án, a West Bromwich Albion ellen mutatkozott be a londoniaknál. Ő lett a csapat első számú balhátvédje, miután George McCartney a Sunderlandhez igazolt. 2009. január 3-án, egy Barnsley ellen 3-0-ra megnyert FA Kupa-meccsen megszerezte első gólját a West Hamben.
Április 15-én négyéves szerződést írt alá az angol csapattal. A kontraktus 2009 nyarán lép érvénybe, addig hivatalosan a Toulouse kölcsönjátékosaként szerepel a WHU-ban.

## Válogatott
Ilunga is tagja volt annak a kongói válogatottnak, mely a 2004-es Afrikai Nemzetek Kupáján csoportja utolsó helyén végzett.

## Külső hivatkozások
- Hérita Ilunga pályafutásának statisztikái a Soccerbase oldalon (angolul)

- Hérita Ilunga pályafutásának statisztikái az LFP.fr-en
- Hérita Ilunga adatlapja a West Ham United hivatalos honlapján